# Малинище (Осилниця)
Малинище (словен. Malinišče) — поселення в общині Осилниця, регіон Південно-Східна Словенія, Словенія.